# W00t
W00t é uma mistura de letras e números, usada por jogadores como uma expressão de felicidade, diversão e entretenimento. Esta palavra foi a palavra Merriam-Webster do Ano para 2007.
De acordo com John Morse, o presidente do Merriam-Webster, "w00t" foi a escolha ideal para a palavra do ano porque mistura o estranho com nova tecnologia.